# Антони, Тесси
Те́сси Антони́ (люкс. Tessy Antony; 28 октября 1985, Люксембург) — бывшая жена Принца Люксембургского Луи. С 2009 по 2017 носила титул Принцессы Люксембургской и официально значилась как Тесси, Принцесса Люксембургская (фр. Tessy, la princesse de Luxembourg, люкс. Prinzessin Tessy vu Lëtzebuerg).

## Биография
Тесси Энтони родилась 28 октября 1985 года в Люксембурге в семье плиточника, но в настоящее время она вместе со своей семьёй проживает в Лондоне (Англия, Великобритания). У Тесси три брата и сестра — Майк (род. 1978), Джерри (род. и ум. 1978, брат-близнец Майка), Пэтти (род. 1981) и Ронни (род. 1985, брат-близнец Тесси).

## Свадьба, дети, развод
29 сентября 2006 года Тесси вышла замуж за Луи Люксембургского (род. 1986).
У супругов родилось двое сыновей:
- принц Габриэль Мишель Луи Ронни де Нассау (род. 12 марта 2006)
- принц Ноа Этьенн Гийом Габриэль Маттиас Ксавье де Нассау (род. 21 сентября 2007)[2].

В Национальный день Люксембурга 23 июня 2009 года был издан указ о присвоении Тесси титула принцессы Люксембургской и принцессы Бурбон-Пармской. 18 января 2017 года Великогерцогский дом Люксембурга объявил о разводе Принца Луи и Принцессы Тесси. 23 июля 2021 года Тесси вышла замуж во второй раз - за Френка Флессела, надев на свадьбу те же туфли, в которых расписывалась с первым супругом. 27 августа 2021 года у Тесси и Френка родился сын, которого назвали Теодор.